# Mirage M1

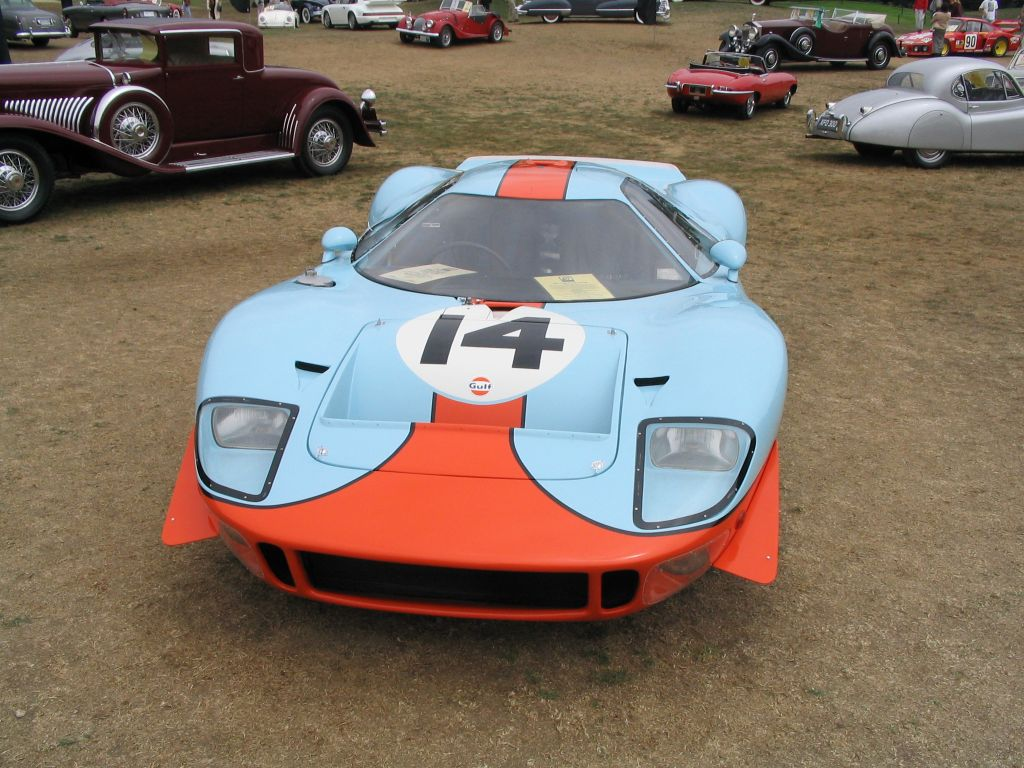
Mirage M1, Chassisnummer M10001, hier in Pebble Beach 2004. Der Wagen hat wieder die Originalstartnummer 14, vom 24-Stunden-Rennen von Le Mans 1967. Gefahren dort von David Piper und Dick Thompson. Die kleinen roten Flügel am unteren Vorderwagen, die den M1 unter anderem vom Ford GT40 unterscheiden, sind hier gut zu erkennen.

Der Mirage M1 war ein Sportwagen-Prototyp der bei der John Wyer Automotive entwickelt wurde und von 1967 bis 1969 regelmäßig bei Sportwagenrennen zum Einsatz kam.

## Rennhistorie

### 1967
Sein Debüt gab der M1 im April 1967 bei den Testtagen zum 24-Stunden-Rennen von Le Mans dieses Jahres am Circuit de la Sarthe. Im Chassis M10001 saßen David Piper und Richard Attwood, die die sechstschnellste Zeit des gesamten Testwochenendes erzielten. Piper fuhr auch mit dem zweiten Fahrzeug, Chassisnummer M10002, einige Runden. Den ersten Renneinsatz hatten beide Wagen dann Ende April beim 1000-km-Rennen von Monza, in diesem Jahr der dritte Wertungslauf zur Sportwagen-Weltmeisterschaft. David Piper und Dick Thompson fuhren das 2er-Chassis, während Jacky Ickx und Testfahrer Alan Rees sich den Wagen mit der Nummer M10001 teilten. Beide Wagen litten während des Rennens unter technischen Problemen, die beim Ickx/Rees-Wagen schlussendlich zu einem Ausfall wegen Zündungsschadens führten. Piper und Thompson wurde Neunte; Rückstand acht Runden auf den siegreichen Ferrari 330P4 von Lorenzo Bandini und Chris Amon. Schon der zweite Renneinsatz führte zu einem Gesamtsieg. Jacky Ickx, diesmal mit Partner Dick Thompson, bekam für das 1000-km-Rennen von Spa ein neues Fahrzeug, Chassisnummer M10003. Ickx und Thompson siegten mit einer Runde Vorsprung auf den Porsche 910 von Jo Siffert und Hans Herrmann. Im zweiten Wagen hatte David Piper einen Unfall. Nach einem Doppelausfall beim 1000-km-Rennen auf dem Nürburgring dieses Jahres kam das Team mit einem konkurrenzfähigen Fahrzeug zum 24-Stunden-Rennen von Le Mans.
Wie so oft zeigte sich, dass zwischen den bei den Testtagen im April erzielten Zeiten und den tatsächlichen Trainingszeiten große Unterschiede herrschen können. Dies lag vor allem daran, dass zwischen dem Testwochenende und dem Rennen an vielen Fahrzeugen weiterentwickelt wurde. Nicht so bei Wyer, sodass die M1, die beim Testen noch im Spitzenfeld lagen, in der Qualifikation nur die Plätze 15. und 16. erreichten. Le Mans wurde insgesamt zum Fehlschlag. Beide M1, das 1er- und das 3er-Fahrzeug waren am Start, fielen früh durch Defekte aus. Den Piper/Thompson stoppte ein gebrochenes Ventil; der Wagen von Ickx und Brian Muir fiel mit einem überhitzten Zylinder aus.
Ende August gewann Jacky Ickx den nicht mehr zur Sportwagen-Weltmeisterschaft zählenden Großen Preis von Schweden für Sportwagen vor Joakim Bonnier, der einen Monat später den Stockholmsloppet auf einem Rundkurs im Stockholmer Stadtteil Skarpnäck gewann. Paul Hawkins wurde im 3er-M1 Zweiter, somit gab es innerhalb weniger Wochen den zweiten Doppelsieg für das John-Wyer-Team bei einem Sportwagenrennen in Schweden.
Inzwischen hatte sich die Saison für John Wyer, John Horsman und David Yorke zu einer sehr erfolgreichen entwickelt, die mit zwei weiteren Gesamtsiegen einen würdigen Abschluss fand. Jacky Ickx und Paul Hawkins siegten beim 1000-km-Rennen von Paris und Ickx, diesmal mit Brian Redman, gewann im November auch noch das 9-Stunden-Rennen von Kyalami.

### 1968 und 1969
Bei John Wyer wurde Ende 1967 der M2 mit einem 12-Zylinder-B.R.M.-Motor für die Sportwagen-Weltmeisterschaft 1968 entwickelt. Außerdem kamen bei einigen Rennen, wie den 24 Stunden von Le Mans, wieder die Ford GT40 zum Einsatz, sodass der M1 nur mehr zu einem Werkeinsatz kam. Dieser verlief allerdings sehr erfolgreich, da Jacky Ickx seinen Vorjahressieg beim 9-Stunden-Rennen von Kyalami wiederholen konnte. Bei diesem Erfolg teilte er sich das Cockpit mit David Hobbs.
Nach dem Rennen wurde das Chassis M10001 an den britischen Rennfahrer und Rennstallbesitzer Malcolm Guthrie verkauft. Guthrie engagierte auch die Piloten David Hobbs, Peter Gethin und Mike Hailwood und bestritt mit dem Wagen Sportwagenrennen in Südafrika und Rhodesien. Dabei wurden einige Podestplatzierungen erzielt, unter anderem gab es im Dezember 1968 den Gesamtsieg beim 3-Stunden-Rennen von Lourenço Marques.

### 1973
Abgesehen von Veranstaltungen für historische Rennfahrzeuge, tauchte 1973 ein M1 zum letzten Mal bei Rennen auf. Der Brite Anthony Hutton hatte Chassis M10001 inzwischen erworben und setzte den Wagen bei zwei Rennen zur Interserie ein. in Silverstone schied er aus und in Brands Hatch wurde er Sechster.